# 第五セントラル
第五セントラルは、セントラルフェリーが運航していたフェリー。

## 概要
住友重機械工業浦賀造船所で建造され、1971年9月に就航した。
1972年2月16日、神戸航路、大阪航路が減便により隔日運航となり、第二セントラル、第三セントラルとともに係船された。
1972年、第二セントラルとともにギリシャのアネックラインズに売却され、RETHIMNONとなり、ピレウス - イラクリオン、ピレウス - ハニア航路に就航した。
2001年、CANDIA（元第二セントラル）とともに、ドバイのNaif Marine Servicesに売却されて、JABAL ALI 2となり、ドバイ - ウンム・カスル航路に就航した。
2008年、スクラップとして売却され、インドで解体された。

## 設計
先に建造された第二セントラルの同型船である。